# Глуша (деревня)
Глу́ша (бел. Глуша) — деревня в Глушанском сельсовете Бобруйского района Могилёвской области Белоруссии. До 2013 года входила в состав упразднённого Осовского сельсовета.

## Население
- 1999 год — 68 человек
- 2010 год — 43 человека